# Legio X Fretensis
Legio X Fretensis (quân đoàn thứ mười của eo biển) là một quân đoàn La Mã được Augustus Caesar thành lập vào năm 41/40 trước Công nguyên để chiến đấu trong thời kì nội chiến mà kết thúc nước Cộng hoà La Mã. X Fretensis sau này còn được ghi lại là đã tồn tại ít nhất cho đến những năm 410.
Biểu tượng của X Fretensis là con bò, con vật linh thiêng của nữ thần Venus(tổ tiên thần thoại của gia tộc Julia), một chiếc tàu (có thể là một tham chiếu đến trận Naulochus hoặc trận Actium), thần Neptune, và một con heo rừng. Biểu tượng cung Kim Ngưu cũng có thể có nghĩa là nó đã thành lập trong khoảng từ ngày 20 tháng 4 tới 20 tháng Năm.

## Lịch sử

### Những cuộc nội chiến của nền Cộng hòa và thời kì đầu đế chế
Octavian, sau này là Augustus đã thành lập một quân đoàn và đánh số cho nó số mười, như một tham chiếu đến quân đoàn 10 nổi tiếng của Julius Caesar.
Năm 36 trước Công nguyên, quân đoàn 10 đã chiến đấu dưới quyền Octavian chống lại Sextus Pompeius trong trận Naulochus, tại đây nó đã nhận được tên riêng Fretensis của mình. Tên gọi trên đề cập đến thực tế là trận chiến đã diễn ra gần eo biển Messina (Fretum Siculum).
Năm 31 trước Công nguyên, quân đoàn đã chiến đấu trong trận Actium chống lại Marcus Antonius.
Những viên gạch tìm thấy ở Caesarea Maritima được làm trong thập kỷ thứ hai trước Công nguyên, cho thấy rằng quân đoàn đã đóng tại Iudaea vào thời điểm đó. Sau đó X Fretensis chuyển tới Syria. Trong năm 6, nó đã đóng quân tại tỉnh này cùng với các quân đoàn III Gallica, VI Ferrata, và XII Fulminata. Trong cùng năm, Publius Sulpicius Quirinus, thống đốc của Syria, đã chỉ huy các quân đoàn tham gia đàn áp cuộc khởi nghĩa đã nổ ra sau khi bãi miễn Herod Archelaus.
Dưới thời Nero, vào khoảng năm 58 tới năm 63, X Fretensis đã tham gia vào chiến dịch chống lại Parthiam của Gnaeus Domitius Corbulo.

### Chiến tranh La Mã-Do Thái lần thứ nhất

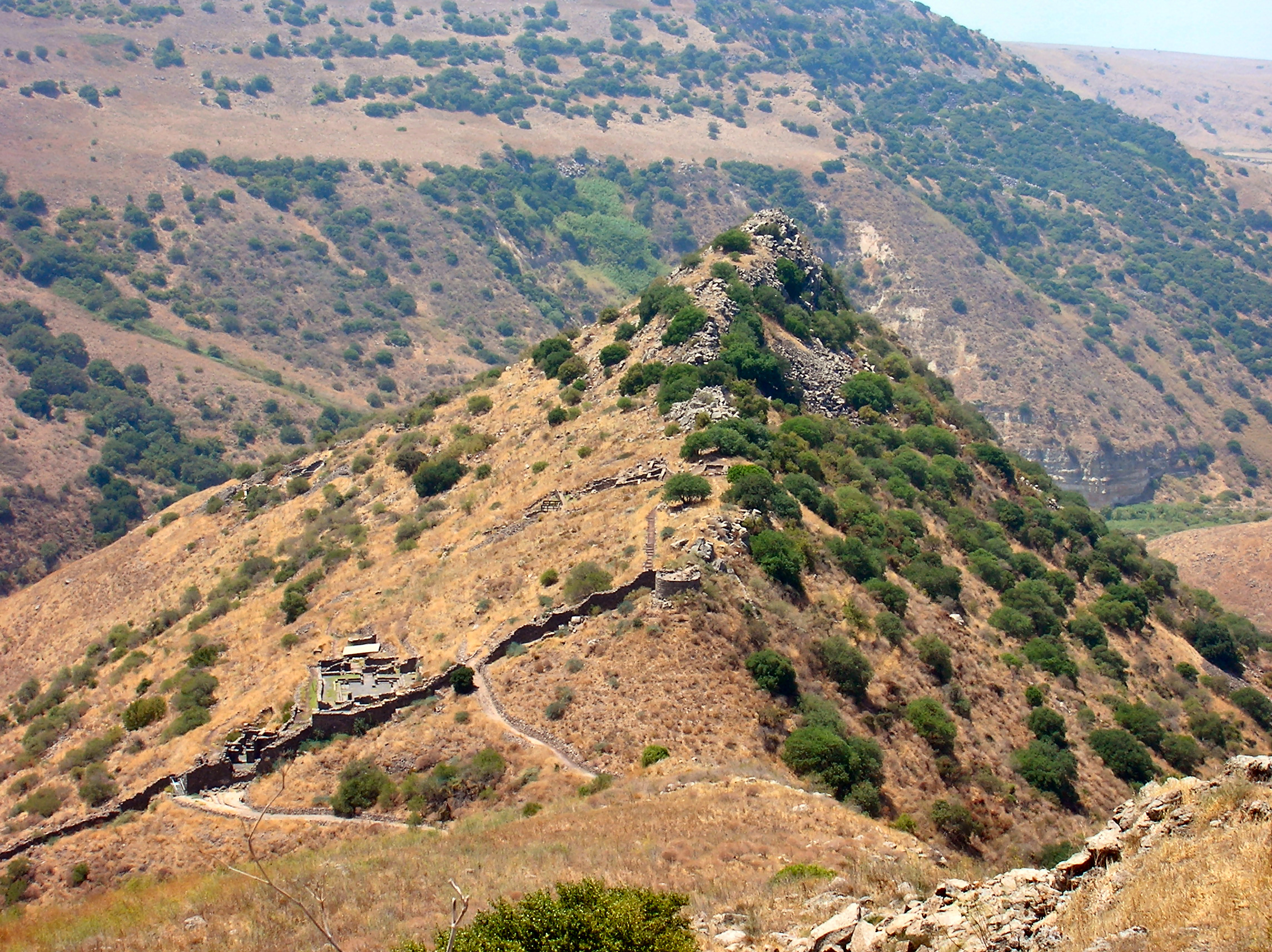
Tàn tích của thành phố Gamla,bị X Fretensis chinh phục vào năm 68.

X Fretensis trực tiếp đã tham gia vào cuộc chiến tranh Do Thái-La Mã lần thứ nhất(66-73), dưới sự chỉ huy tối cao của Vespasianus.
Năm 66, X Fretensis và V Macedonica đã hành quân đến Alexandria để chuẩn bị một cuộc xâm lược nhằm vào Ethiopia theo kế hoạch của Nero. Tuy nhiên, hai quân đoàn này lại rất cần thiết ở Iudaea để đàn áp một cuộc nổi dậy. Sau khi dành mùa đông tại Ptolemais Ace (hiện nay là Acre, Israel), X Fretensis và V Macedonica chuyển đến thành phố ven biển Caesarea Maritima (67/68). Điều này là do số lượng lớn các quân đoàn được huy động tới Ptolemais, dưới quyền Marcus Ulpius Traianus, thống đốc tương lai của Syria và cha của hoàng đế Traianus.
Khi Tarichacae và Gamla đã bị chinh phục, X Fretensis chuyển đến Scythopolis (Bet She'an hiện nay), phía tây của sông Jordan. Mùa hè năm 68, X Fretensis phá hủy tu viện của các tu sĩ Qumran, nơi được cho là nguồn gốc của các cuộn giấy ở Biển Chết. Nó trú đông năm đó ở Jericho.

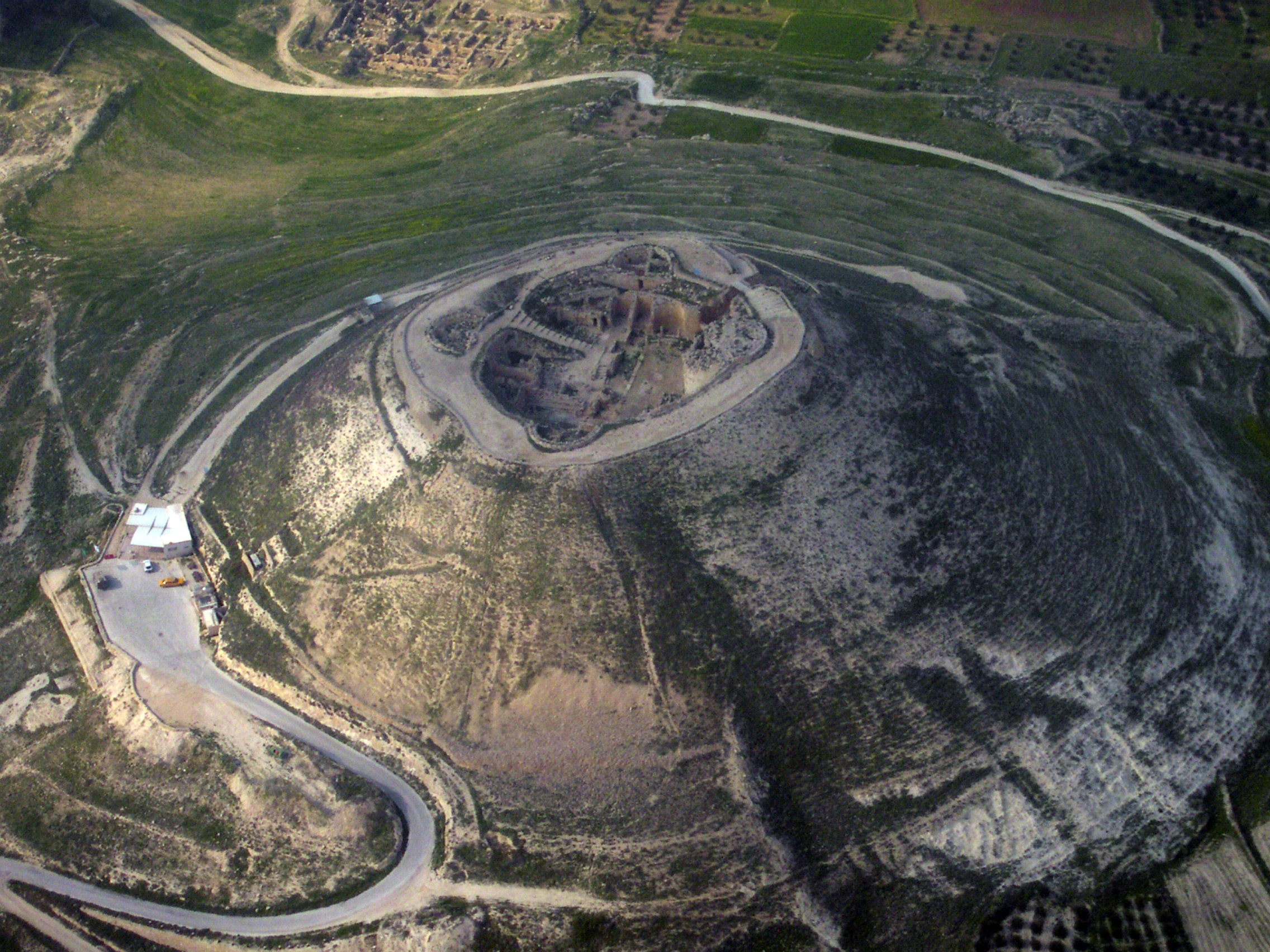
Herodium, Một trong những pháo đài của quân khởi nghĩa Do Thái bị X Fretensis đánh chiếm.

Tới năm 70, cuộc khởi nghĩa ở Iudaea đã bị dập tắt, ngoại trừ Jerusalem và một vài pháo đài, bao gồm Masada. Trong năm đó X Fretensis, kết hợp với V Macedonica, XII Fulminata, và XV Apollinaris, bắt đầu cuộc bao vây Jerusalem, thành trì của cuộc nổi loạn. Quân đoàn mười đã đóng trại trên Núi Ô liu. Trong cuộc bao vây, Legio X đã nổi tiếng trong việc sử dụng hiệu quả các thiết bị chiến tranh khác nhau của họ. Đã có ghi chép rằng họ đã có thể bắn đi những hòn đá có khối lượng 1 talent (khoảng 25 kg) một quãng đường là hai furlong (400 m) hoặc hơn nữa. Những bắn phá bởi vũ khí Ballistae của họ đã gây thiệt hại nặng cho thành lũy. Theo Josephus (phần III trong tác phẩm lịch sử cuộc chiến tranh Do Thái của ông) Larcius Lepidus là sĩ quan chỉ huy của quân đoàn 10. Cuộc bao vây thành Jerusalem kéo dài năm tháng và toàn bộ dân cư bị bao vây trong thành đã trải qua nạn đói khắc nghiệt tới khủng khiếp. Cuối cùng, cuộc tấn công tổng lực của các quân đoàn đã thành công trong việc chiếm thành phố, mà sau đó nó đã bị phá hủy.

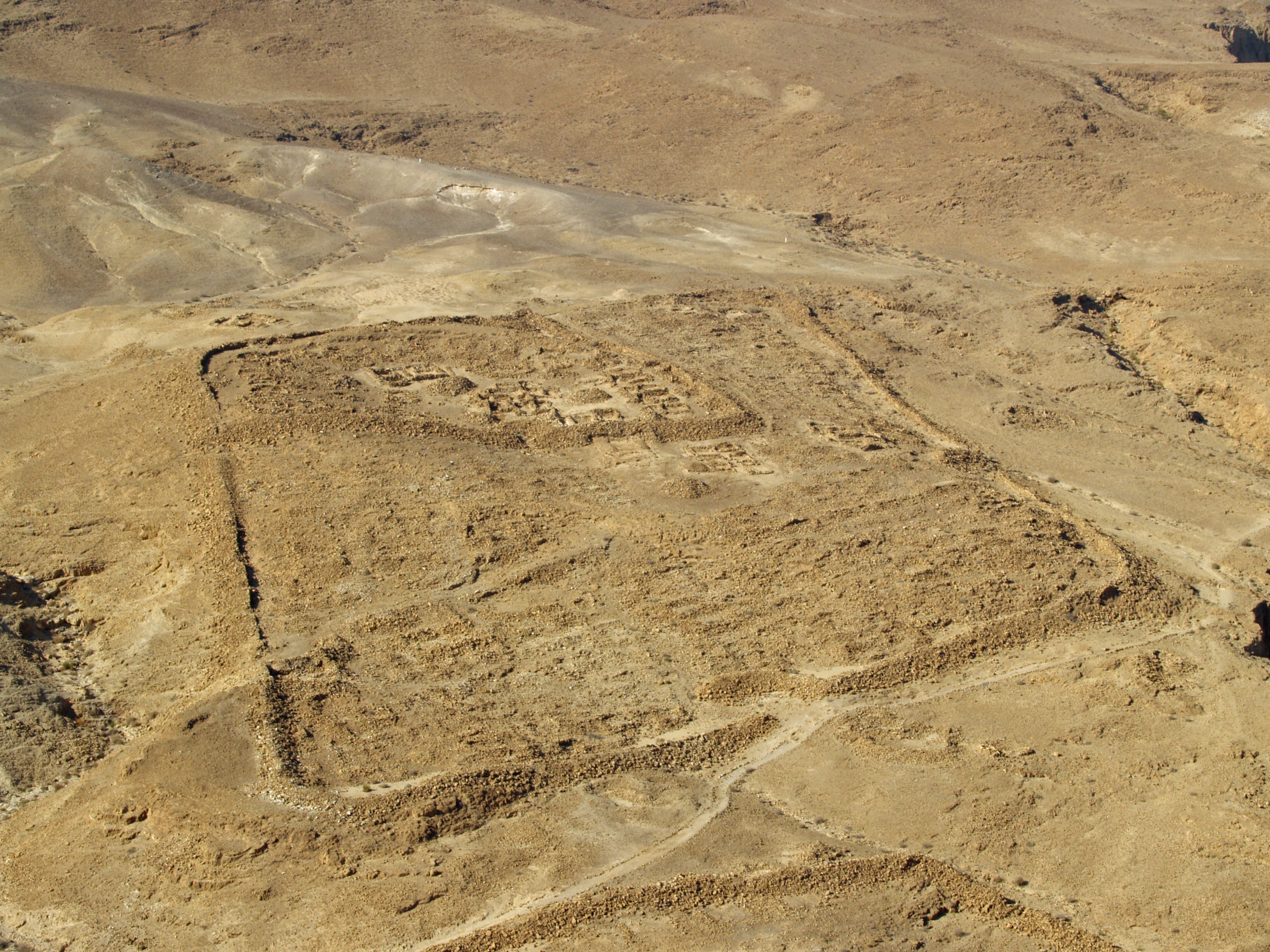
Remnants of one of several legionary camps of X Fretensis at Masada in Israel, just outside the circumvallation wall which can be seen at the bottom of the image.

Trong mùa xuân năm 71, Titus lên thuyền tới Roma. Một thống đốc quân sự mới sau đó đã được Roma bổ nhiệm, Lucilius Bassus, mà nhiệm vụ ông ta được giao là để thực hiện các cuộc "càn quét" ở Iudaea. Đương nhiên, ông đã sử dụng X Fretensis chống lại một vài các pháo đài còn lại mà vẫn kháng cự. Là một phần của điều này, X Fretensis đã chiếm Herodium, và sau đó vượt qua Jordan để đánh chiếm pháo đài Machaerus trên bờ của Biển Chết. Do bệnh tật, Bassus đã qua đời khi chưa thể hoàn thành sứ mệnh của mình. Lucius Flavius Silva tiếp đó đã thay thế cho ông ta, và tiến đánh thành trì cuối cùng của người Do Thái, Masada, vào mùa thu năm 72. Ông đã sử dụng Legio X cùng các đội quân trợ chiến, và hàng ngàn tù binh người Do Thái. Sau khi những người kháng cự từ chối đầu hàng, Silva đã thiết lập một số các căn cứ và cho xây dựng một bức tường thành vòng quanh toàn bộ pháo đài. Khi người La Mã cuối cùng đã chọc thủng được tường thành của pháo đài này, họ phát hiện ra rằng những người Do Thái phòng thủ nó đã chọn cái chết bằng cách tự sát tập thể.
Sau khi cuộc khởi nghĩa của người Do Thái kết thúc, Legio X đã đồn trú tại Jerusalem. Trại chính của họ nằm tại vị trí trên ngọn đồi phương Tây, nằm ở nửa phía nam của thành phố cũ. Doanh trại của quân đoàn thứ mười đã được xây dựng bằng cách sử dụng phần tường còn lại từ cung điện của vua Herod Đại Đế, vốn đã bị phá hủy theo lệnh của TiTus. Doanh trại này lại nằm ở đoạn cuối con đường cardo maximus của Aelia Capitolina.
Vào thời điểm đó, Legio X là quân đoàn duy nhất được giao nhiệm vụ duy trì hòa bình ở Iudaea, và là trực tiếp nằm dưới sự chỉ huy của thống đốc tỉnh, người cũng là legatus của quân đoàn.

### Chiến tranh Do Thái-La Mã lần thứ ba
Sau khi tham gia vào chiến dịch Parthia của Trajan, Fretensis lại tham gia vào việc dập tắt cuộc khởi nghĩa của Bar Kokhba (năm 132-135).
Cuộc khởi nghĩa nổ ra là do hoàng đế Hadrianus đã quyết định xây dựng một đền thờ đa thần giáo dành cho thần Jupiter ở Jerusalem. Simon Bar Kokhba bắt đầu cuộc nổi dậy bằng việc chiếm đóng thành Jerusalem và gây ra nhiều thương vong cho người La Mã. Cuộc chiến này chỉ kết thúc khi quân đội La Mã - bao gồm Fretensis và các quân đoàn Danube dưới sự chỉ huy của Sextus Julius Severus - chinh phục Jerusalem và thành công trong cuộc vây hãm thành trì cuối cùng của người Do Thái, pháo đài Betar.
Như một hệ quả của tình trạng bất ổn trong khu vực, Fretensis đã được hỗ trợ bởi một quân đoàn thứ hai, VI Ferrata đóng quân tại Lejjun.

## Lịch sử thời kì sau
Một vexillatio từ quân đoàn Fretensis đã tham gia vào chiến dịch Marcomanni của Marcus Aurelius.
Trong năm 193, quân đoàn này đã ủng hộ Pescennius Niger chống Septimius Severus, và có thể nó đã tham gia vào một cuộc xung đột nội bộ giữa người Do Thái và người Samaria. Quân đoàn vẫn còn có mặt ở Jerusalem vào triều đại Caracalla hoặc Elagabalus.
Dưới thời Gallienus, Fretensis đã được sử dụng trong cuộc chiến chống lại Đế chế Gallia.
Quân đoàn sau này được chuyển đến Ayla (gần Aqaba ngày nay), có thể trong giai đoạn Diocletianus tiến hành các cải cách và nó được ghi nhận là vẫn còn đóng quân tại đó vào thời điểm biên soạn Notitia Dignitatum, khoảng những năm 390, khi đó quân đoàn đã được ghi chép lại là đang phục sự dưới quyền của Dux Palaestinae.